# 拯救世界
Heal the World（可译作拯救世界或治癒世界）是已故美國歌手迈克尔·杰克逊1991年专辑《Dangerous》中的一首歌曲。杰克逊生前曾向歌迷與粉絲表示该曲是他最自豪的作品之一。在一些投票中该曲也被选为杰克逊最受欢迎的歌曲。本曲的MV是杰克逊少数几个不以歌手本人為主角的影片之一。杰克逊還建立了同名的治愈世界基金会，该慈善组织致力于改善儿童的生活水平，以及培养儿童的互助精神。

## 组成
这首歌的音域由E4横跨到C#6，节奏为每分钟80次。

## 评论
Allmusic称赞这首歌是一支良好的中产阶级软歌曲。EW的戴维·布朗称赞：“当他的歌声以一种轻柔的方式想起时，他在扮演着一个拯救世界的角色。”滚石杂志的阿兰则称这首歌是一个典型的山寨版天下一家。

## 外部連結
- YouTube上的Heal the World